# 히틀러가
히틀러가는 오스트리아 태생의 독일 정치인이자 나치당의 지도자인 아돌프 히틀러(1889년 4월 20일 ~ 1945년 4월 30일)의 친척과 조상으로 구성되어 있다. 1933년부터 1945년까지 독일의 총리를 지냈으며, 1934년부터 1945년까지 총통 겸 국가 원수를 지냈다. 그는 제2차 세계 대전의 시작을 자극하고 홀로코스트 동안 수백만 명의 사람들의 죽음에 대한 궁극적인 책임을 지면서 독일에서 나치즘의 부상에 중심적인 역할을 한 것으로 유명하다.
히틀러의 친할아버지의 생물학적 불확실성과 가족의 상호관계, 어린 시절과 말년에 히틀러에게 미치는 심리적 영향 때문에 가족은 오랫동안 역사학자와 계보학자들의 관심을 받아왔다.
히틀러가의 주요 인물로는 아돌프 히틀러, 알로이스 히틀러, 파울라 히틀러, 앙겔라 히틀러, 윌리엄 패트릭 스튜어트휴스턴, 하인츠 히틀러가 있다.